# Bree Mills
Bree Mills (Boston, Massachussetts, 15 de julio de 1981) es una directora de cine pornográfico estadounidense, jefa de producción de Gamma Films y directora creativa de Gamma Entertainment. Sus películas están remarcadas en un subgénero de pornografía lésbica y feminista.
Después de haber comenzado su carrera en la industria del entretenimiento para adultos en 2009 como directora de marketing para Gamma Entertainment, Mills llegó a convertirse en la directora de contenido creativo seis años después, llegando a crear los sitios derivados de esta Girlsway, Pure Taboo y Adult Time, centrada en llevar el entretenimiento para adultos bajo una plataforma unificada.

## Biografía
Natural de Boston, se crio en London, una ciudad ubicada en el suroeste de Ontario (Canadá), graduándose en la London Central Secondary School. Criada por un padre homosexual que salió del armario cuando tenía 8 años, Mills pudo crecer en un ambiente abiertamente aceptable mientras exploraba su propia sexualidad. Gran amante del cine, Mills se consideraba una seguidora acérrima de la cultura pop. Al permitir que todo su bagaje cultural influyera en su carácter y profesión, este acabó participando de la propia inspiración creativa de Mills para elaborar nuevos conceptos artísticos dentro de la industria pornográfica.s fuentes de las cuales ella extrae para elaborar sus conceptos.
Algunos trabajos suyos como cineasta han sido Almost Identical, Countdown, Detour, Electra Complex, Girlcore, I Am Riley, Jealous Brother, Missing: A Lesbian Crime Story, Nerd's Revenge, Perspective, Sting o Teenage Lesbian.
Desde 2015 está casada con la actriz Sara Luvv, a la que dirigió en algunas de sus películas.
Ha rodado más de 330 películas como directora.

## Premios y nominaciones
| Año  | Ceremonia       | Resultado | Premio                                   | Trabajo                          |
| ---- | --------------- | --------- | ---------------------------------------- | -------------------------------- |
| 2016 | Premios AVN     | Nominada  | Mejor director en película               | Turning: A Lesbian Horror Story  |
| 2016 | Premios XBIZ    | Nominada  | Mejor actuación no sexual                | The Turning                      |
| 2017 | Premios AVN     | Nominada  | Mejor actuación no sexual                | Little Red: A Lesbian Fairy Tale |
| 2017 | Premios AVN     | Nominada  | Director del año                         | —                                |
| 2017 | Premios AVN     | Nominada  | Mejor director en película               | Missing: a Lesbian Crime Story   |
| 2017 | Premios AVN     | Nominada  | Mejor director en película paródica      | Little Red: A Lesbian Fairy Tale |
| 2017 | Premios AVN     | Nominada  | Mejor guion en película                  | Missing: a Lesbian Crime Story   |
| 2017 | Premios AVN     | Nominada  | Mejor guion en película paródica         | Little Red: A Lesbian Fairy Tale |
| 2017 | Premios XBIZ    | Nominada  | Mejor actuación no sexual                | Little Red: A Lesbian Fairy Tale |
| 2018 | Premios AVN     | Nominada  | Mejor actuación no sexual                | Fantasy Factory                  |
| 2018 | Premios AVN     | Nominada  | Mejor director en película protagonista  | Half His Age: a Teenage Tragedy  |
| 2018 | Premios XBIZ    | Ganadora  | Director del año - Body Work             | —                                |
| 2018 | Premios XBIZ    | Ganadora  | Director del año - Película protagonista | —                                |
| 2019 | Premios AVN     | Nominada  | Mejor actuación no sexual                | A Trailer Park Taboo             |
| 2019 | Premios AVN     | Nominada  | Director del año                         | —                                |
| 2019 | Premios AVN     | Nominada  | Mejor director en película               | Anne: A Taboo Parody             |
| 2019 | Premios AVN     | Nominada  | Mejor director en película               | Future Darkly                    |
| 2019 | Premios AVN     | Nominada  | Mejor guion en película                  | Anne: A Taboo Parody             |
| 2019 | Premios XBIZ    | Nominada  | Mejor actuación no sexual                | A Trailer Park Taboo             |
| 2019 | Premios XBIZ    | Ganadora  | Director del año - Body Work             | —                                |
| 2019 | Premios XBIZ    | Nominada  | Director del año - Película protagonista | —                                |
| 2019 | Premios XCritic | Ganadora  | Mejor director                           | Perspective                      |
| 2020 | Premios AVN     | Nominada  | Director del año                         | —                                |
| 2020 | Premios AVN     | Nominada  | Mejor director en producción dramática   | Perspective                      |
| 2020 | Premios AVN     | Ganadora  | Mejor guion dramático                    | Perspective                      |
| 2020 | Premios XBIZ    | Nominada  | Mejor actuación no sexual                | Teenage Lesbian                  |
| 2020 | Premios XBIZ    | Nominada  | Director del año - Body Work             | —                                |
| 2020 | Premios XBIZ    | Ganadora  | Director del año - Película protagonista | —                                |
| 2021 | Premios XBIZ    | Nominada  | Director del año                         | —                                |
| 2022 | Premios AVN     | Nominada  | Mejor guion en película                  | Future Darkly: Pandemic          |
| 2023 | Premios AVN     | Nominada  | Mejor actuación no sexual                | Catered Affair                   |
| 2023 | Premios AVN     | Nominada  | Mejor guion en película                  | Stars                            |
| 2023 | Premios XBIZ    | Nominada  | Mejor guion                              | Stars                            |
| 2024 | Premios AVN     | Ganadora  | Mejor guion en mediometraje              | Polar Opposites                  |
| 2025 | Premios AVN     | Nominada  | Mejor actuación no sexual                | D.O.L.L.S                        |
| 2025 | Premios AVN     | Nominada  | Mejor guion en mediometraje              | Abandoned                        |
| 2025 | Premios AVN     | Nominada  | Mejor guion en película                  | Birth                            |
| 2025 | Premios XMA     | Ganadora  | Mejor guion                              | Birth                            |